# 都幾川村
都幾川村（ときがわむら）は、埼玉県比企郡にあった村。
建具産業が盛んであるため建具の里とも呼ばれる。
2006年2月1日に隣接する玉川村と合併し、ときがわ町となった。

## 地理

### 河川・湖沼
- 都幾川

### 隣接していた自治体
- 飯能市
- 秩父市
- 入間郡
  - 越生町
- 秩父郡
  - 東秩父村
  - 横瀬町
- 比企郡
  - 小川町
  - 玉川村
  - 鳩山町

## 歴史
- 1955年2月11日 - 比企郡明覚村、平村、秩父郡大椚村が合併し、都幾川村となる[1][2]。名前の由来は都幾川に因む[2]。
- 比企地区8市町村合併
  - 2003年3月3日 - 比企地区任意合併協議会設置（東松山市・比企郡滑川町・嵐山町・小川町・都幾川村・玉川村・吉見町・秩父郡東秩父村）
  - 2003年4月1日 - 協議会事務局設置（東松山市役所内）
  - 2003年5月21日 - 第4回協議会において比企地区任意合併協議会解散を決定
- 比企地区6町村合併
  - 2003年7月 - 滑川町・嵐山町・小川町・都幾川村・玉川村・東秩父村の6町村は合併研究会を設置。
  - 2003年12月 - 滑川町・嵐山町・小川町・都幾川村・玉川村・東秩父村の6町村は比企地域3町3村合併協議会を設置
  - 2004年7月 - 滑川町で合併の枠組みを問う住民投票を行った結果、東松山市・吉見町を含む8市町村で合併が過半数を占めたために滑川町は比企地域3町3村合併協議会から離脱
  - 2004年8月 - 比企地域3町3村合併協議会が解散
- 2006年2月1日 - 比企郡玉川村と合併し、ときがわ町となる。

## 交通

### 鉄道
- 東日本旅客鉄道（JR東日本）
  - 八高線
    - 明覚駅

### バス
- ときがわ町路線バス

### 道路
- 埼玉県道30号飯能寄居線

## 名所・旧跡・観光スポット・祭事・催事
- 都幾川温泉
- 慈光寺（ 坂東三十三箇所観音霊場九番）
- 星と緑の創造センター

## その他
- 飯盛峠に埼玉のFM局、NACK5の送信所がある。